# Leyton House CG901
Chronologie des modèles (1990)
March CG891 Leyton House CG911
La Leyton House CG901 est la monoplace de Formule 1 engagée par l'écurie britannique Leyton House Racing dans le cadre du championnat du monde de Formule 1 1990. Elle est pilotée par l'Italien Ivan Capelli et le Brésilien Maurício Gugelmin, qui sont coéquipiers pour la troisième saison consécutive. Conçue par Adrian Newey et Gustav Brunner, la CG901 est propulsée par un moteur V8 Judd.

## Historique

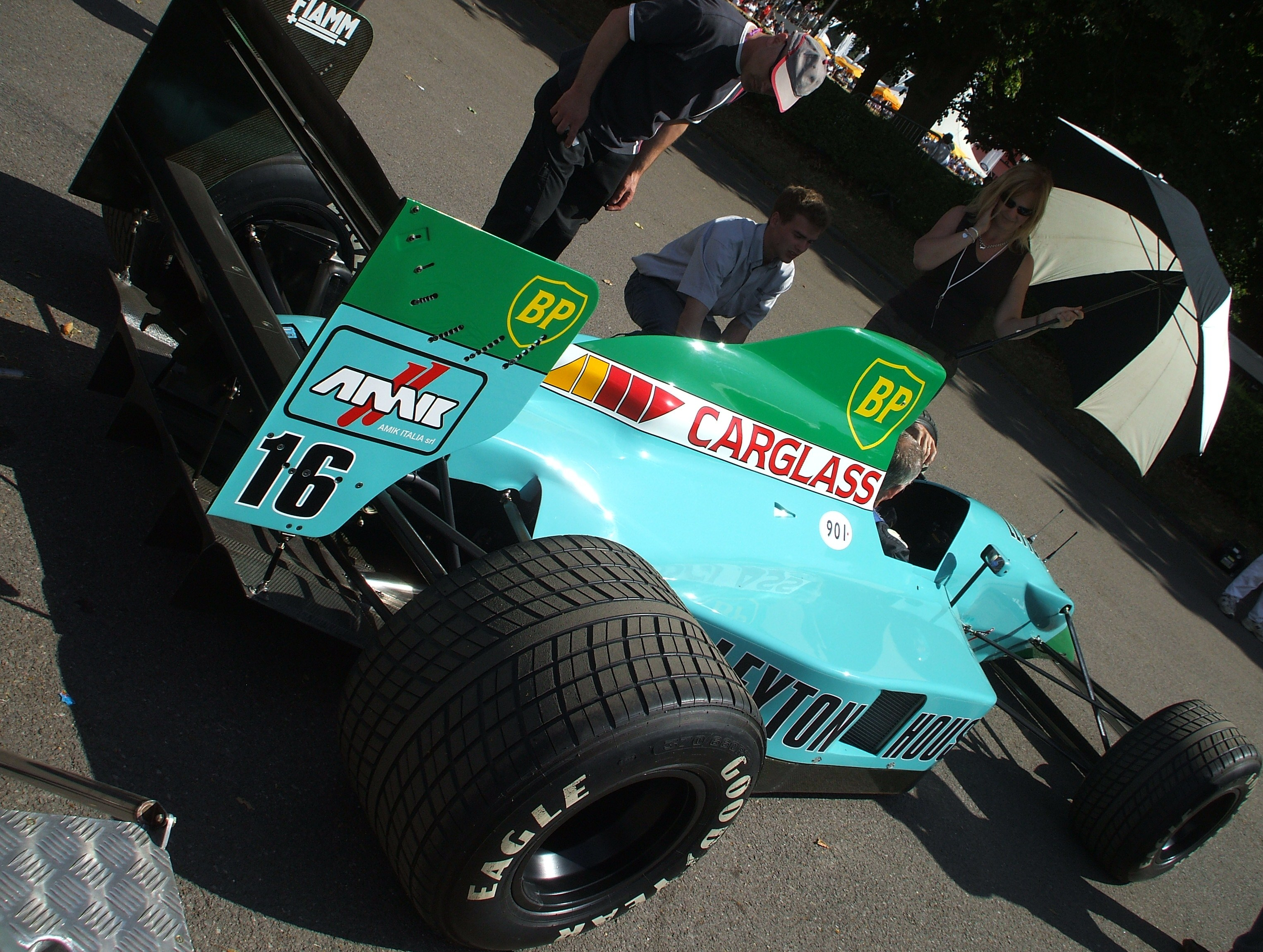
L'arrière de la Leyton House CG901, en exposition à Goodwood en 2009.

La Leyton House CG901 s'avère être une monoplace peu fiable puisqu'elle ne rallie l’arrivée qu’à neuf reprises en trente-deux engagements. En outre, Ivan Capelli et Maurício Gugelmin échouent régulièrement à se qualifier en première partie de saison, en raison de la mauvaise tenue de route de cette monoplace,. Dès la troisième manche de la saison, à Saint-Marin, Adrian Newey tente de régler ces problèmes en dotant la CG901 de nouvelles suspensions et élabore une nouvelle carrosserie. À Monaco, un nouveau train avant est installé. Mais, Capelli, qui n'a pas terminé une seule course depuis le Grand Prix de Belgique 1989, soit depuis neuf épreuves, se montre critique à l'égard de Leyton House Racing, qui a d'abord désorganisé l'écurie au moment du rachat de March Engineering, avant de la restructurer autour de Newey et de Gustav Brunner. Capelli estime que l'ingénieur britannique s'est laissé tromper par les données recueillies en soufflerie lors de la conception de la CG901, qu'il juge « pas trop mal sur les tracés rapides, très moyenne sur les circuits mixtes et catastrophique sur les pistes lentes », et dont il fustige le manque d'adhérence.
Les résultats en piste de la CG901 s'améliorent nettement à partir de la septième manche de la saison, disputée en France. La monoplace est largement modifiée au niveau des extracteurs, du fond plat et des pontons, ce qui permet d'améliorer considérablement son équilibre et sa motricité. Néanmoins, l'écurie anglaise doit encaisser la démission d'Adrian Newey, dont la CG901 demeure un échec, et qui ne supportait plus la pression exercée par Akira Akagi, le propriétaire de l'écurie, qui demandait que la Leyton House CG911, propulsée par le nouveau moteur Ilmor, soit prête dès le début de l'hiver 1990. Cela n'empêche pas Capelli et Gugelmin de se qualifier en septième et dixième positions de l'épreuve française, favorable à la CG901, très à l'aise sur les pistes lisses. En course, les deux pilotes profitent de la faible garde au sol de la monoplace, leur assurant une usure minimale de leurs pneumatiques, pour prendre les deux premières places au trente-quatrième tour. Ils mènent pendant une vingtaine de boucles, avant que le Brésilien n'abandonne à la suite d'une surchauffe de son moteur Judd. Enfin, à deux tours de l'arrivée, Capelli est doublé par Alain Prost (Ferrari),. La deuxième place de l'Italien permet à Leyton House de marquer ses premiers points en Formule 1 et d'obtenir son unique podium.
La deuxième partie de saison demeure très modeste pour Leyton House Racing, qui ne marque qu'un seul point grâce à la sixième place obtenue par Maurício Gugelmin lors du Grand Prix de Belgique. De son côté, Ivan Capelli est accablé par les problèmes de fiabilité puisqu'il abandonne lors des cinq dernières manches du championnat. Néanmoins, en marge du Grand Prix d'Espagne, Leyton House prolonge le contrat de ses deux pilotes pour la saison 1991.
À l'issue du championnat, Leyton House Racing est classée septième du championnat du monde des constructeurs avec 7 points. Ivan Capelli est dixième du championnat du monde des pilotes avec 10 points et Maurício Gugelmin est dix-huitième avec 1 point.

## Résultats en championnat du monde de Formule 1

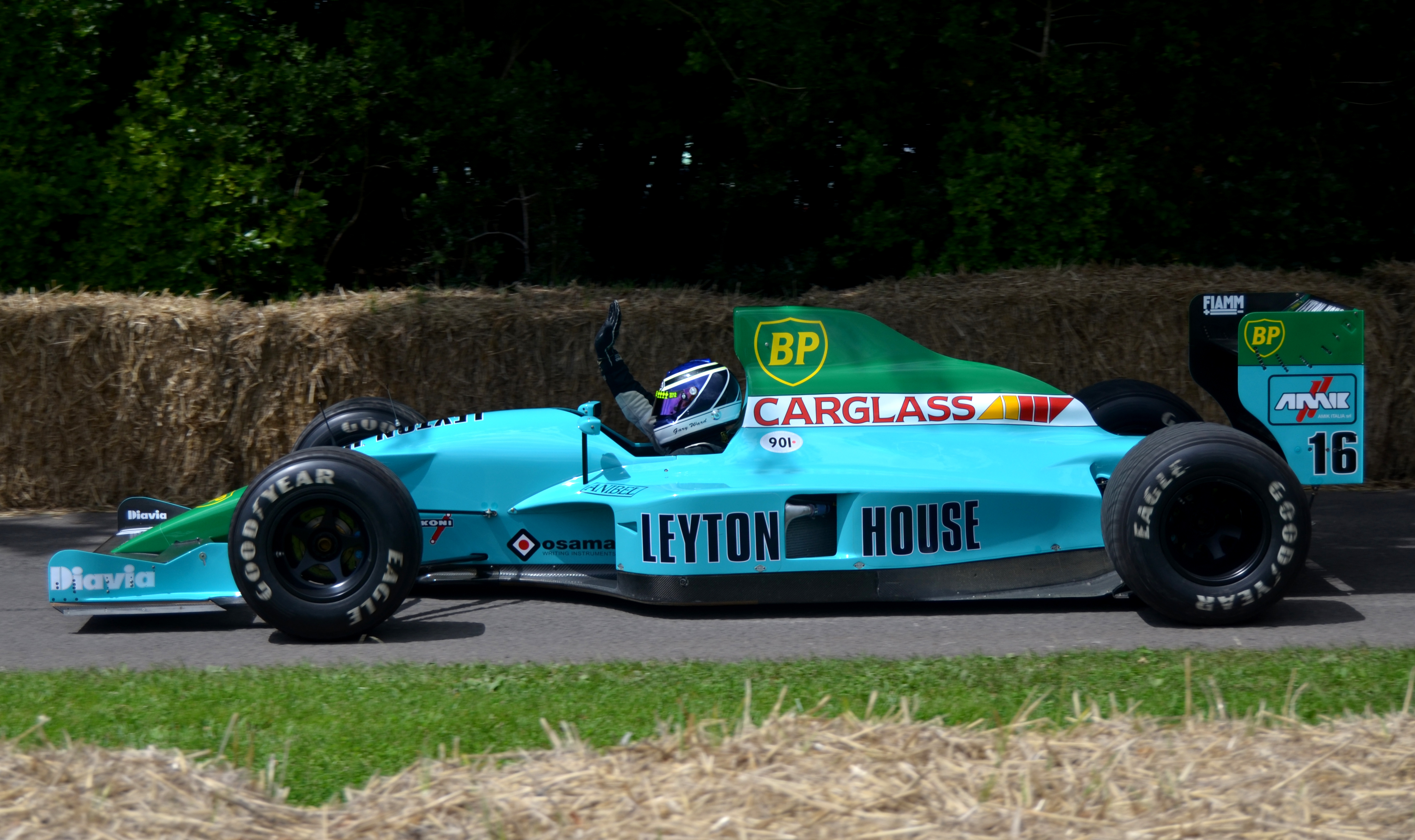
La Leyton House CG901 en démonstration au Festival de vitesse de Goodwood en 2012.

| Saison | Écurie              | Moteur     | Pneus    | Pilotes           | Courses | Courses | Courses | Courses | Courses | Courses | Courses | Courses | Courses | Courses | Courses | Courses | Courses | Courses | Courses | Courses | Points inscrits | Classement |
| Saison | Écurie              | Moteur     | Pneus    | Pilotes           | 1       | 2       | 3       | 4       | 5       | 6       | 7       | 8       | 9       | 10      | 11      | 12      | 13      | 14      | 15      | 16      | Points inscrits | Classement |
| ------ | ------------------- | ---------- | -------- | ----------------- | ------- | ------- | ------- | ------- | ------- | ------- | ------- | ------- | ------- | ------- | ------- | ------- | ------- | ------- | ------- | ------- | --------------- | ---------- |
| 1990   | Leyton House Racing | Judd EV V8 | Goodyear |                   | USA     | BRÉ     | SMR     | MON     | CAN     | MEX     | FRA     | GBR     | ALL     | HON     | BEL     | ITA     | POR     | ESP     | JAP     | AUS     | 7               | 7e         |
| 1990   | Leyton House Racing | Judd EV V8 | Goodyear | Maurício Gugelmin | 14e     | Nq      | Abd     | Nq      | Nq      | Nq      | Abd     | Np.     | Abd     | 8e      | 6e      | Abd     | 12e     | 8e      | Abd     | Abd     | 7               | 7e         |
| 1990   | Leyton House Racing | Judd EV V8 | Goodyear | Ivan Capelli      | Abd     | Nq      | Abd     | Abd     | 10e     | Nq      | 2e      | Abd     | 7e      | Abd     | 7e      | Abd     | Abd     | Abd     | Abd     | Abd     | 7               | 7e         |

Légende : ici 